# CAM ship
Pour les articles homonymes, voir CAM.

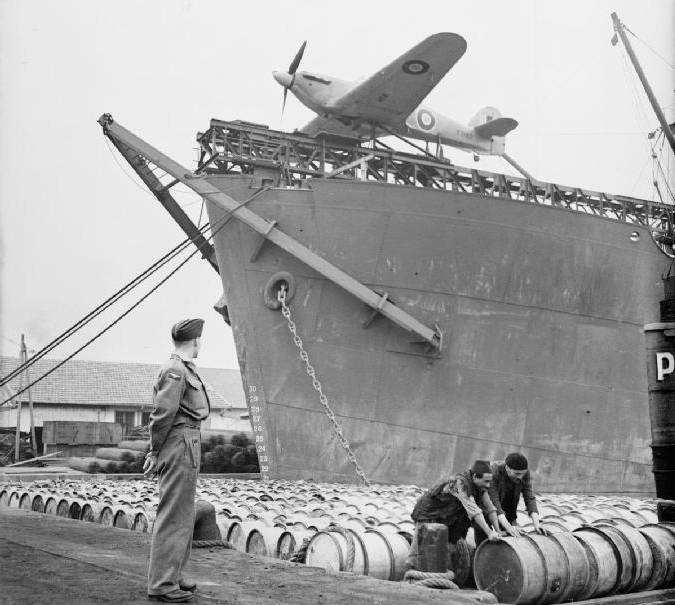
Un Hawker Sea Hurricane immatriculé W9182 sur une catapulte d'un CAM ship.

Les CAM ship (CAM pour Catapult Aircraft Merchantman) sont des navires cargos britanniques utilisés comme escorteurs lors de la Seconde Guerre mondiale. 35 cargos furent convertis à partir de l'été 1941. Ces conversions étaient des solutions d'urgences en raison de la pénurie de porte-avions d'escorte.
« CAM » est l'acronyme de Catapult Aircraft Merchantman (« navire marchand à aéronefs catapultés »). Le CAM ship est équipé d'une rampe de lancement par catapulte. Celle-ci propulse un Hawker Sea Hurricane (surnommé « Hurricat » ou « Catafighter »). Le navire n'était pas prévu pour que les avions s'y posent. Ainsi, l'avion et sa catapulte étaient conçus comme à usage unique, et les pilotes devaient se faire repêcher par un navire ami après avoir amerri ou s'être éjecté, sauf à être assez près d'un terrain propice à terre pour atterrir.
Les CAM ships assurèrent un soutien déterminant contre l'aviation ennemie (composée essentiellement de Focke-Wulf Fw 200) et les U-Boots dans le cadre de la bataille de l'Atlantique entre la mi-1941 et la mi-1943, avant que les porte-avions d'escorte arrivent en nombre suffisant et les remplacent. 

## Procédures
Sur les cargos pourvus  d'une catapulte, une équipe technique spéciale était embarquée,  comprenant, outre le ou les pilote(s) de l'appareil, (il y en avait deux sur les routes maritimes exposées comme les convois vers Mourmansk ou Gibraltar) , un mécanicien "moteur" (fitter en anglais), un mécanicien "cellule" (rigger -littéralement gréeur-), un opérateur radio, un officier directeur, et un quartier-maître torpilleur faisant fonction d'électricien.
Ils étaient pourvus de contrats de travail civils les mettant sous la responsabilité du capitaine du navire marchand. Le chef mécanicien du navire était responsable de la catapulte et le second du navire (dit First Mate) était responsable des opérations de catapultage (CDO ou Catapult Duty Officer).
Le catapultage n'avait lieu que si des avions ennemis avaient été repérés et après consultation par pavillons de signalisation entre le pilote, le commandant du navire et le CDO. Lorsque le navire approchait sa destination, l'appareil était systématiquement lancé afin que le pilote puisse s'entraîner et les pilotes, tous volontaires, étaient permutés entre les navires et des bases à terre pour pouvoir maintenir leur niveau d'entraînement.
Pour les convois de janvier et février 1942 vers la Russie, les appareils furent débarqués car l'expérience avait prouvé que les conditions météo épouvantables (énormes vagues embarquant à bord, embruns gelant instantanément sur le pont , températures polaires...) rendaient impossible leur emploi. 

### Catapultage
Dès l'aube la barre de blocage du chariot était retirée, et remise en place pour la nuit.
Le pilote et le mécanicien démarraient régulièrement le moteur de l'avion et le faisaient tourner pour le  "dégommer".
Le pilote s'installait aux commandes, moteur tournant, dès qu'un avion ennemi était signalé.
Le navire hissait le pavillon "F" (Losange rouge sur fond blanc) du code international des signaux pour avertir les autres navires du convoi (le CAM Ship naviguait en général en tête de la colonne extérieure bâbord du convoi pour pouvoir manœuvrer rapidement et se mettre  vent debout.
Le mécanicien dégageait les goupilles de blocage, les montrait au pilote puis les remettait à l'officier de catapultage.
Le pilote abaissait de 30° les volets de bord de fuite et braquait la gouverne de direction d'un tiers sur la droite.
L'officier de catapultage levait un fanion bleu pour informer le capitaine du navire qu'il était paré à lancer.
Le capitaine faisait virer le navire pour le placer  vent debout et signalait à son tour à l'officier de catapultage qu'il était paré avec un fanion bleu. Il s'installait en général sur l'aileron tribord de la passerelle car le souffle explosif de la fusée de propulsion pouvait endommager l'aileron bâbord situé dans son axe.
Sur indication du pilote, l'officier de catapultage agitait son fanion bleu pour signaler l'imminence du catapultage.
Le pilote poussait la manette des gaz à fond et la bloquait avec l'écrou de friction, bloquait sa tête contre l'appui-tête et son coude droit contre sa hanche et faisait signe de la main gauche pour le lancement.
L'officier de catapultage comptait jusqu'à trois et attendait que l'étrave du navire monte à la lame sur un coup de tangage puis appuyait sur la mise à feu électrique des fusées propulsant le chariot.

### Bilan opérationnel au combat
Bien qu'il se soit agit d'une mesure d'urgence et de missions à haut risque le bilan apparaît plutôt favorable du point de vue des marins britanniques.
Entre le 3 août 1941 et le 28 juillet 1943 il y eut un total de neuf lancements au combat qui se soldèrent par neuf avions allemands abattus (4 FW 200 Condor — le Fléau de l'Atlantique pour les marins anglais — 4 Heinkel 111 et un Junkers 88), un appareil allemand endommagé et trois autres mis en fuite contre 8 Hurricane perdus (un pilote réussit à aller se poser à Keg-Ostrov en Union soviétique). S'agissant de bombardiers multiplaces multimoteurs, le bilan matériel était considéré comme très favorable par l'amirauté britannique tant au regard des pertes ennemies qu'en termes de navires alliés sauvés.
Au plan humain, les aviateurs allemands des appareils abattus périrent tous tandis que les Anglais ne déplorèrent qu'un mort (tué en s'éjectant), un blessé et un quasi-noyé repêché d'extrême justesse dans l'eau glaciale.

### Abandon  progressif
Les Anglais et les Américains poussèrent un cran plus loin la protection aérienne de leurs convois en modifiant des cargos dotés d'un pont d'envol comme le HMS Audacity, efficace, mais torpillé par un Uboot (le célèbre pilote d'essai Eric Brown fut un des très rares rescapés) ou en construisant des petits porte-avions d'escorte spécifiquement conçus et très utilisés durant la guerre du Pacifique par les Américains, qui les surnommaient Baby Flat-tops (littéralement bébés pont-plat, Flat-Top étant le surnom des porte-avions). Dans ce contexte les CAM ships furent retirés progressivement du service, d'abord en Atlantique (convois vers l'Union Soviétique et les États -Unis) puis sur le théâtre d'opérations méditerranéen. Cependant la présence d'un avion catapultable était de nature à décourager les aviateurs de l'Axe c'est pourquoi quelques cargos conservèrent leur catapulte et leur avion et certains autres équipés d'une fausse catapulte portant un faux avion.